# ليتيسيا كولين
ليتيسيا هيلينا دي كيريز كولين (بالبرتغالية: Letícia Helena de Queiroz Colin‏) هي ممثلة برازيلية ولدت في يوم 30 ديسمبر 1989 في مدينة سانتو أندريه في البرازيل. بدأت التمثيل في سنة 2000 ومثلت في عدة أفلام ومسلسلات ومسرحيات.